# Territoire de l'Oklahoma

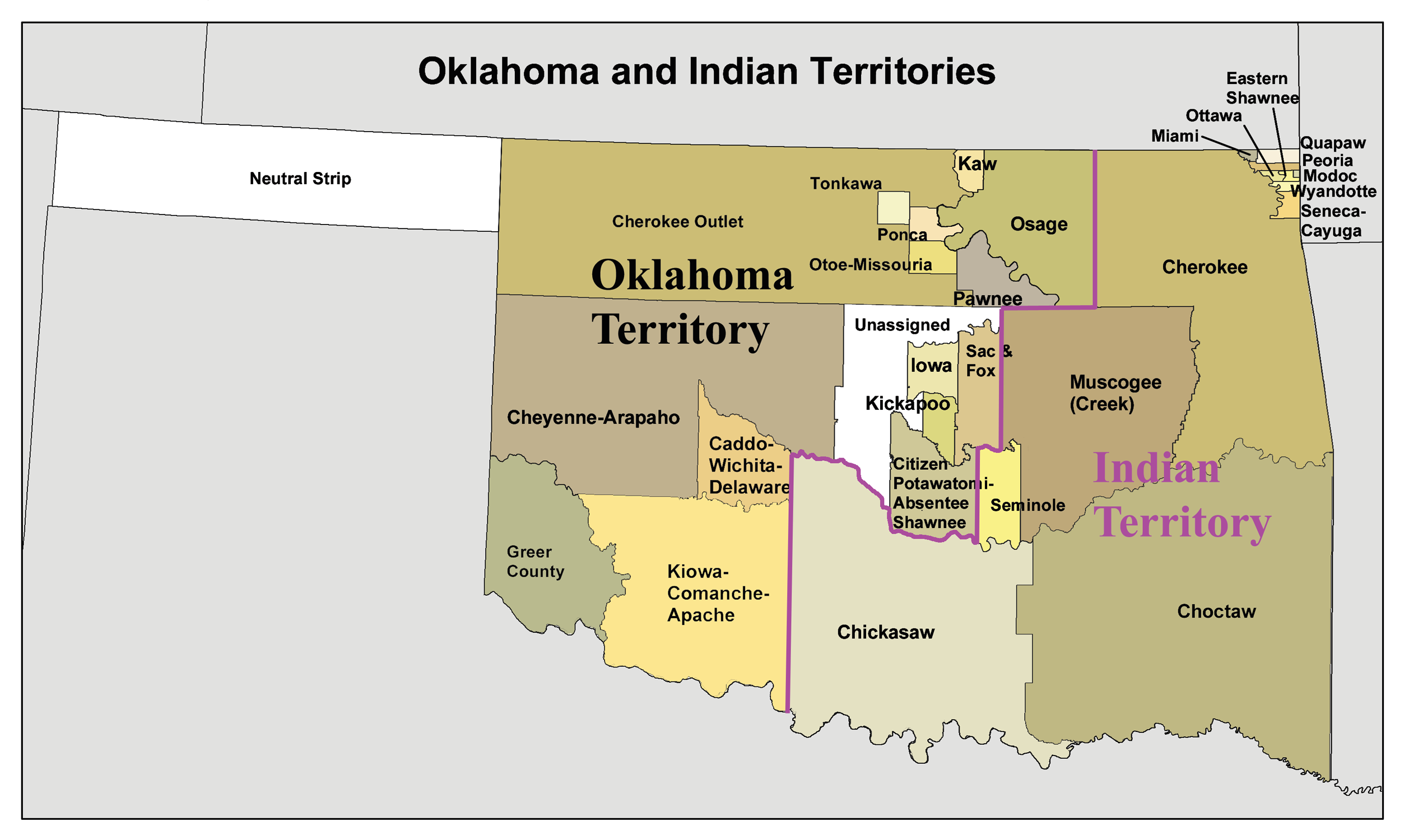
Territoire de l'Oklahoma et Territoire indien dans les années 1890.

Le territoire de l'Oklahoma, en anglais : Oklahoma Territory, est un territoire des États-Unis qui fut créé le 2 mai 1890 et cessa d'exister le 16 novembre 1907 lorsque l'Oklahoma devint le 46e État américain. Le territoire était constitué de la partie occidentale de l'actuel État. La partie orientale était alors le Territoire indien. Sa capitale était Guthrie.